# Violaceae
Violacées
Ne doit pas être confondu avec Violacea.
Famille
Classification APG III (2009)

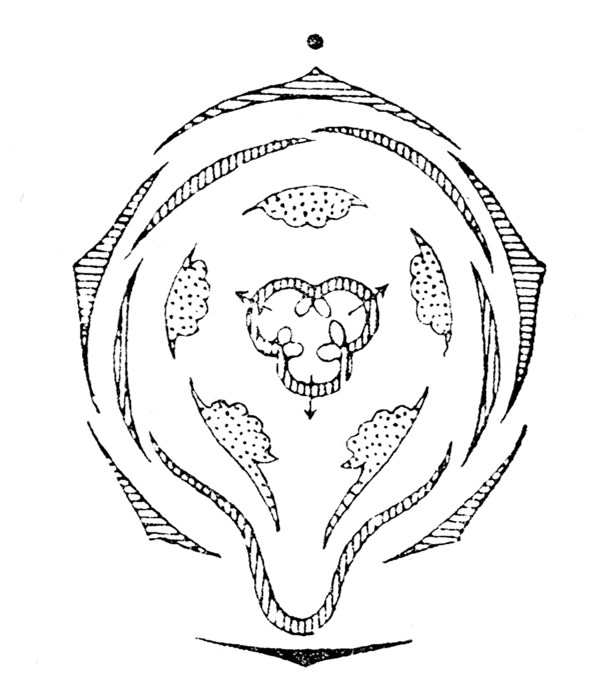
Diagramme floral du genre Viola :
.

Les Violaceae (Violacées) sont une famille de plantes à fleurs dicotylédones de l'ordre des Malpighiales. Elle comprend 800 espèces réparties en 16 à 23 genres. C'est le botaniste August Batsch qui crée cette famille sous le nom de Violariae dans son ouvrage Tabula affinitatum regni vegetabilis en 1802, d'après le nom classique latin du genre type Viola.

## Dénominations

### Étymologie
Le nom vient du genre type Viola, nom latin de plusieurs fleurs, de diverses couleurs : la « Violette » (Viola alba, Viola lutea, Viola purpurea, pallens viola, leucoïn – du grec leuco, blanc, et ion, violette, la Matthiole, la Giroflée.
La fleur nommée leucoïn devait son nom à ses feuilles couvertes de duvet blanc plutôt qu'à la couleur de ses fleurs qui est variable.

### Nom vernaculaires anciens
Pline l'Ancien (23-79) distingue cinq « espèces » de viola : le purpurea, le lutea, l’alba, le marina et le calathiana, mais « elles semblent se réduire à deux espèces, qui se trouvent décrites dans les auteurs grecs, savoir : le viola purpurea sauvage, et les viola cultivés viola alba et lutea... ».
- Le  viola  purpurea sauvage ou viola martia est l’ion de Dioscoride (~20 - ~40 apr. J.-C.), qu’il nomma aussi ionia, cybelion, dasypodion et priapeion,
- L’ion pophyrion ou ion melan est le melanion (viola nigra) de Théophraste  (~371 av. J.-C.). Les épithètes pophyrion et melan faisant allusion aux couleurs, respectivement rouge et rouge foncé (noir).

Le poète latin Virgile (70 - 19 av. J.-C.), compara la violette à la jacinthe, dans ces vers : 

« Qualem virgineo demessum pollice florem

Seu mollis Violae, seu languentis Hyacinthi.

Qu’importe la fleur coupée par le doigt d’une vierge

Qu'elle soit douce Violette, ou Jacinthe étiolée.

Virgile , Énéide, XI.69 »

« Et nigrae Violae sunt, et Vaccinia nigra

Brune est la Violette, et brun le Vacciet (Jacinthe).

Virgile, Bucolique 10, v39 ,. »

## Caractères biologiques et diagnostics
Ce sont des plantes herbacées, rarement annuelles, ou des arbres, arbustes, sous-arbrisseaux pérennes. Les plantes herbacées sont parfois acaulescentes et rhizomateuses. Les Violaceae sont à feuilles alternes ou basales (chez certains ligneux comme Rinorea, elles sont opposées et anisophylles), stipulées et à limbe entier (plus rarement feuilles palmées), denté ou crénelé. Ces plantes sont souvent en touffes basales et sont parfois munies de deux bractées à la base ou vers le milieu de chaque pédoncule. Leurs fleurs sont en général tétracycliques, hermaphrodites (à l'exception des petites fleurs unisexuée du genre Melicytus), pentamères, parfois cléistogames, zygomorphes (actinomorphes chez Rinorea), solitaires, en grappe, thyrses, panicules ou glomérules. Le calice est composé de 5 sépales imbriqués libres (ou soudés légèrement à leur base) et inégaux persistant après la floraison, la corolle de 5 pétales libres imbriqués à confortés, parfois l'abaxial formant un large labelle ou éperon nectarifère à l'arrière, ce qui favorise la pollinisation par entomophilie. L'androcée isostémone à développement centrifuge est constitué de 5 (les deux étamines inférieurs prolongés en un appendice nectarifère qui s’enfonce dans l’éperon), parfois 3 étamines connivents conniventes, à anthères à déhiscence longitudinale, à filet court et qui forment un anneau autour du gynécée, lui-même formé de trois carpelles (parfois deux ou cinq) soudés en un ovaire supère uniloculaire à style unique et à placentation pariétale, contenant de nombreux ovules anatropes bitégumentés. Le fruit est une capsule à trois valves coriaces étalées en étoile et parfois à déhiscence explosive, quelques fois une baie, plus rarement un akène (genre Leonia) avec des graines à embryon droit et albumen abondant et qui, lorsqu'elles sont grosses, sont souvent arillées.
C'est une famille cosmopolite des régions froides à tropicales mais seul le genre Viola (400 espèces) est largement réparti.
En France, elle n'est représentée que par les genres suivants :
- Viola : ce sont les violettes et les pensées.
- Noisettia (en) : genre de petites plantes à fleurs, originaires d’Amérique tropicale, dédié au français Louis Claude Noisette, 1772 – 1849, botaniste, agronome, et auteur en 1813 de « Le jardin fruitier » ; rien à voir avec les noisettes, fruits de Corylus avellana.

## Liste des genres

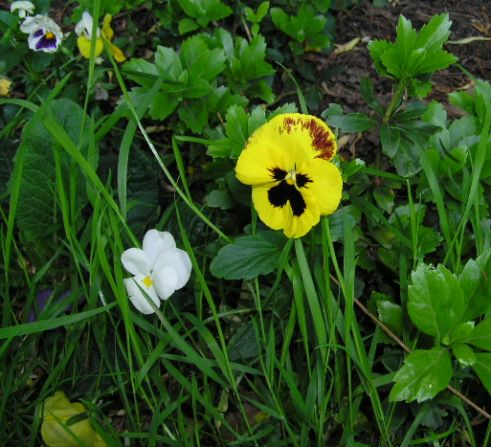
Pensée, variété horticole.

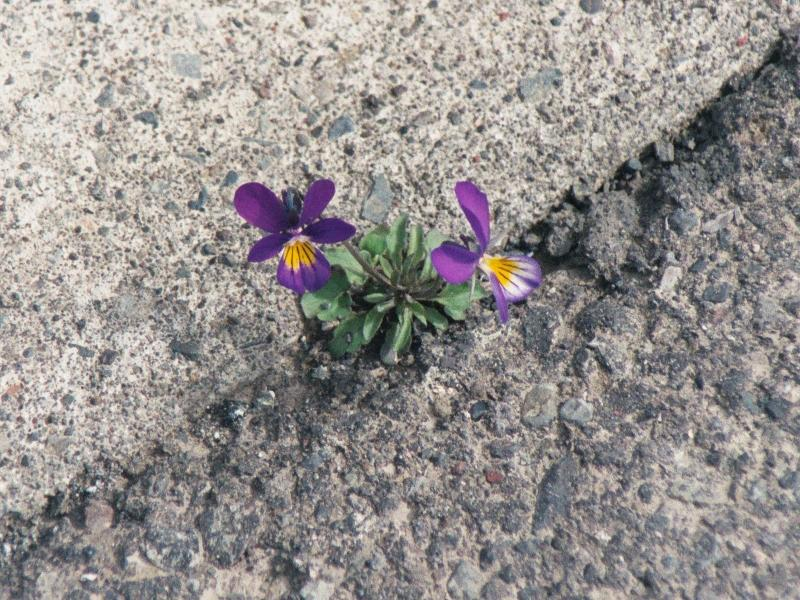
Pensée, variété sauvage.

Selon "The Plant List"  (16 juillet 2012) :
- Acentra
- Agatea
- Allexis
- Amphirrhox
- Anchietea
- Corynostylis
- Decorsella
- Fusispermum
- Gloeospermum
- Hybanthus
- Ionidium
- Leonia
- Lophion
- Mayanaea
- Melicytus
- Noisettia
- Orthion
- Paypayrola
- Rinorea
- Rinoreocarpus
- Viola

Selon Angiosperm Phylogeny Website (11 décembre 2016) :
- Acentra
- Afrohybanthus
- Agatea
- Allexis
- Amphirrhox
- Anchietea
- Calyptrion
- Cubelium
- Decorsella
- Fusispermum
- Gloeospermum
- Hekkingia
- Hybanthopsis
- Hybanthus
- Isodendrion
- Ixchelia
- Leonia
- Mayanaea
- Melicytus
- Noisettia
- Orthion
- Paypayrola
- Pigea
- Pombalia
- Rinorea
- Rinoreocarpus
- Schweiggeria
- Viola

Selon NCBI (11 décembre 2016) :
- Agatea
- Agation
- Allexis
- Amphirrhox
- Anchietea
- Corynostylis
- Decorsella
- Fusispermum
- Gloeospermum
- Hekkingia
- Hybanthopsis
- Hybanthus
- Hymenanthera
- Ionidium
- Isodendrion
- Leonia
- Mayanaea
- Melicytus
- Noisettia
- Orthion
- Paypayrola
- Pombalia
- Rinorea
- Rinoreocarpus
- Schweiggeria
- Scyphellandra
- Viola

Selon DELTA Angio (11 décembre 2016) :
- Agatea
- Allexis
- Amphirrhox
- Anchietea
- Corynostylis
- Decorsella
- Fusispermum
- Gloeospermum
- Hybanthus
- Hymenanthera
- Isodendron
- Leonia
- Mayanaea
- Melicytus
- Noisettia
- Orthion
- Paypayrola
- Rinorea
- Rinoreocarpus
- Schweiggeria
- Viola

Selon ITIS (11 décembre 2016) :
- Hybanthus Jacq.
- Isodendrion Gray
- Melicytus J.R. & G. Forst.
- Viola L.